# Извержение Везувия (картина Райта)
«Извержение Везувия» — повторяющаяся тема в четырёх картинах и минимум одном наброске английского художника Джозефа Райта из Дерби. Райт известен использованием приёмов тенебризма и эффектов светотени, а также «ночных сцен» со скрытыми от глаз зрителя источниками света. В период с 1773 по 1775 год Джозеф Райт находился в Италии, делал зарисовки античных руин, пейзажей, классических статуй и наблюдал над захватывающим фейерверком во время карнавала в Риме. В Неаполе Райт не мог быть свидетелем крупного извержения Везувия. Однако, возможно, наблюдал меньшие, менее впечатляющие извержения, которые и могли вдохновить его на полуфантастические картины c изображениями вулкана и эффектов ночного освещения.
Одна из таких картин, «Везувий из Портичи», находится в библиотеке Хантингтона в Калифорнии; вторая, «Извержение Везувия, с видом над островами в заливе Неаполя» — в лондонской галерее Тейт; третью, «Везувий с Посиллиппо», можно увидеть в Йольском центре британского искусства; четвёртая, известная под тем же названием, находится в частной коллекции. В 1774 году Райт во время путешествия сделал этюд гуашью, который ныне хранится в Музее и художественной галерее Дерби.

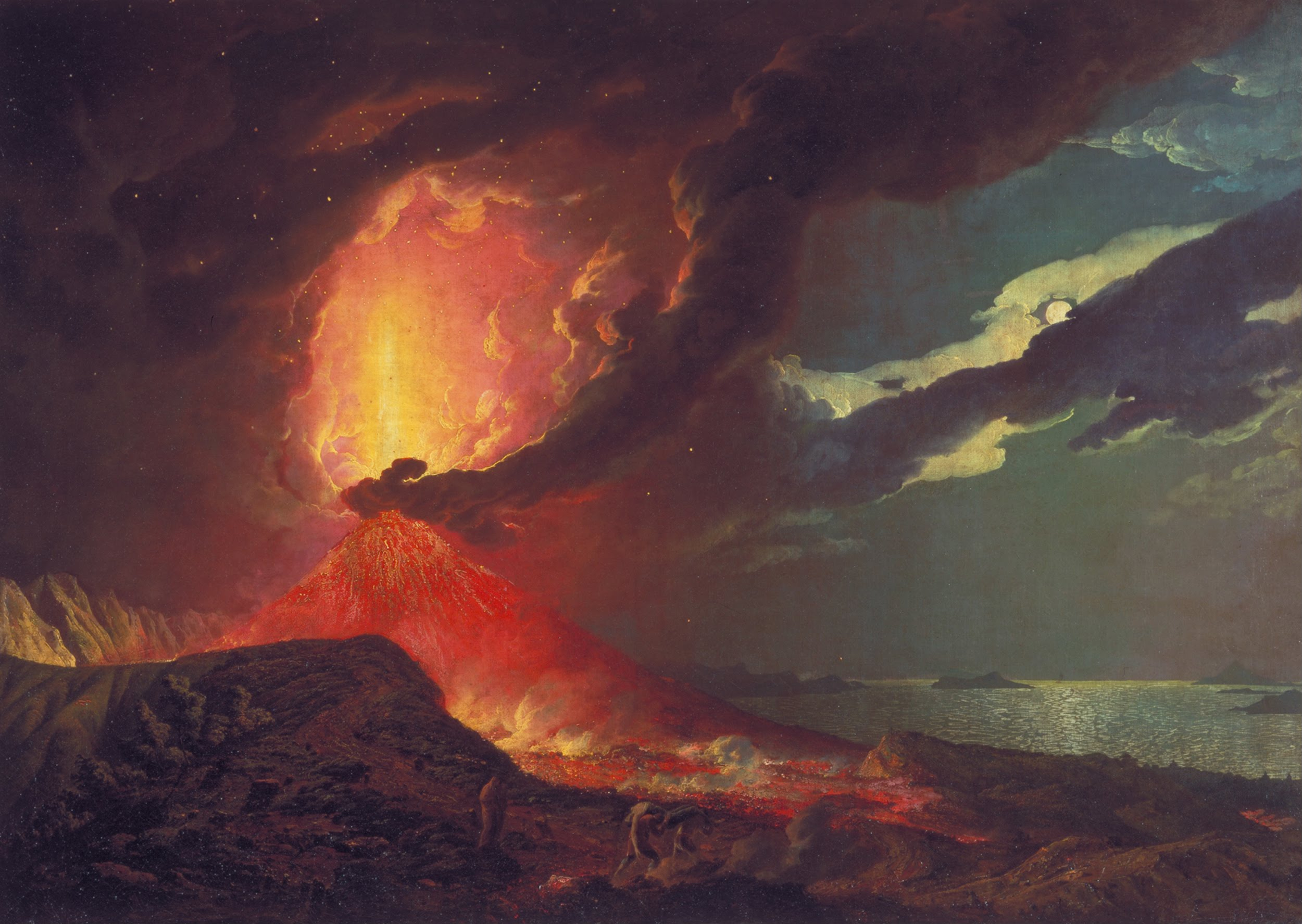
Извержение Везувия с видом на острова в Неаполитанском заливе. Ок. 1776. Холст, масло. Британская галерея Тейт, Лондон
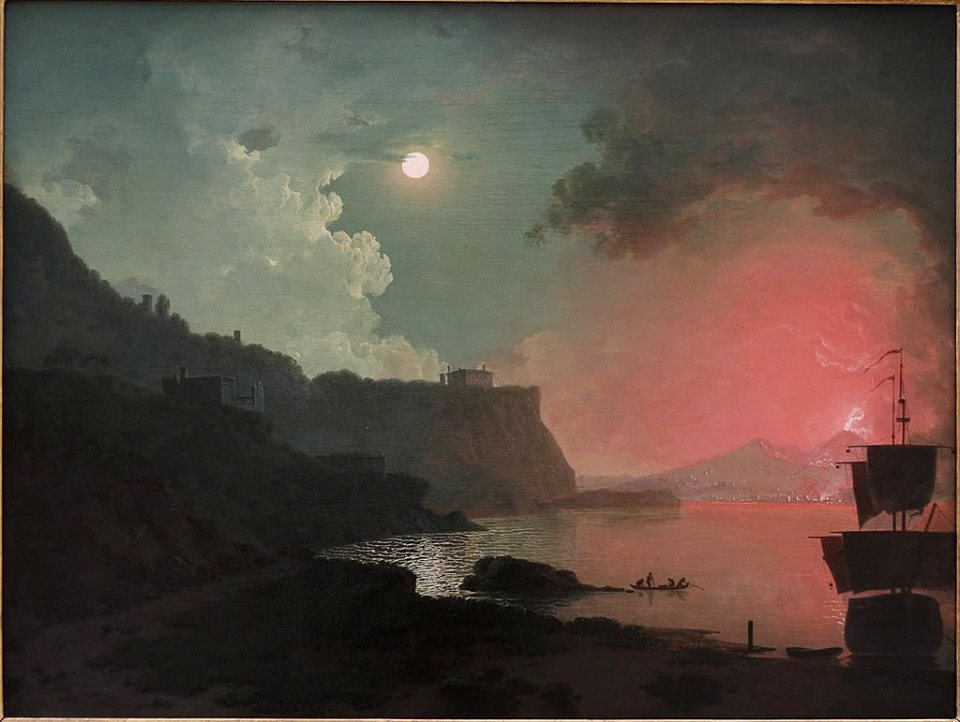
Вид Везувия из Посиллипо. Ок. 1778. Дерево, масло. Йельский центр британского искусства, Нью-Хейвен, Коннектикут, США
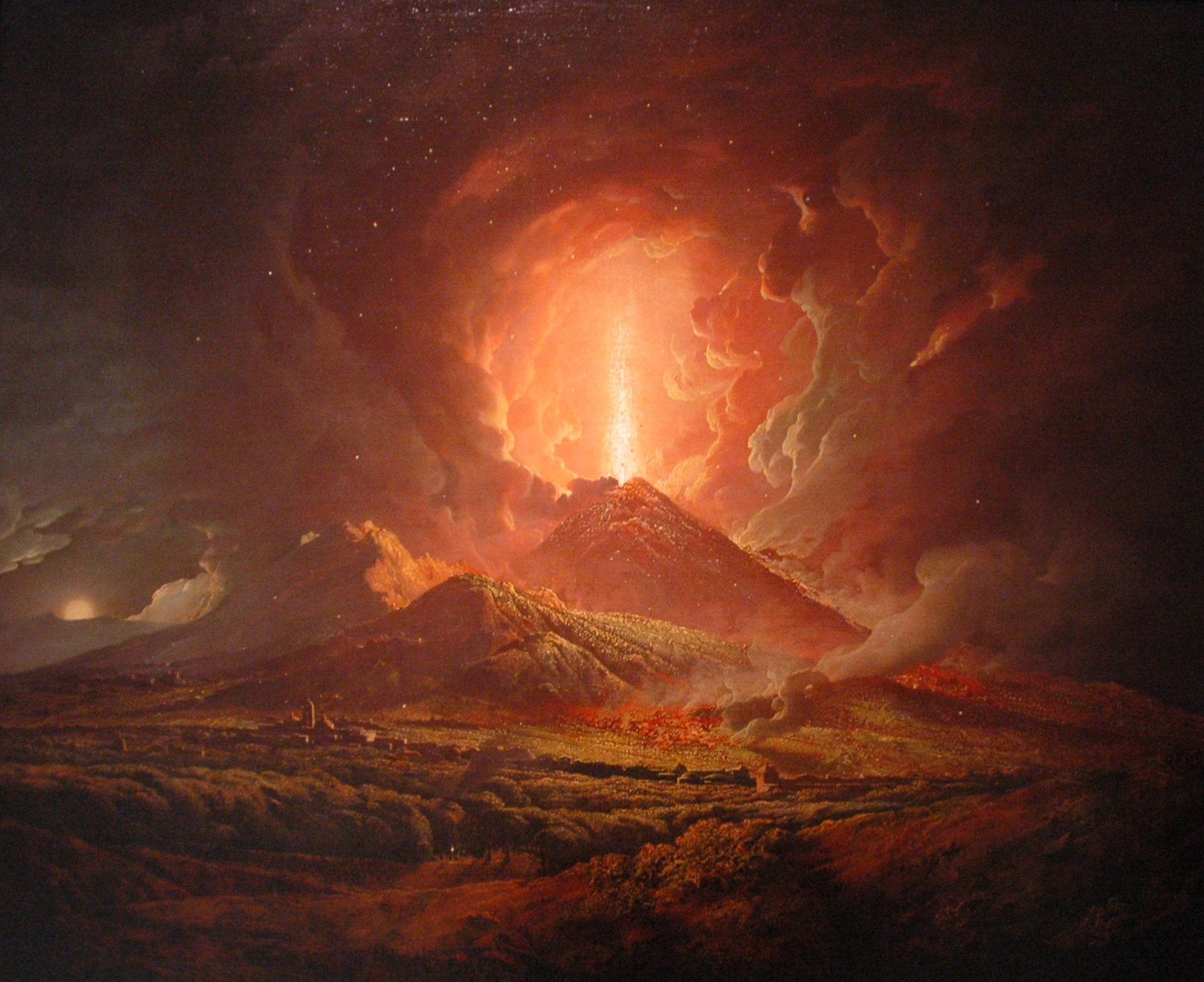
Везувий, вид из Портичи. Между 1774 и 1776. Библиотека Хантингтона, Сан-Марино, Калифорния, США
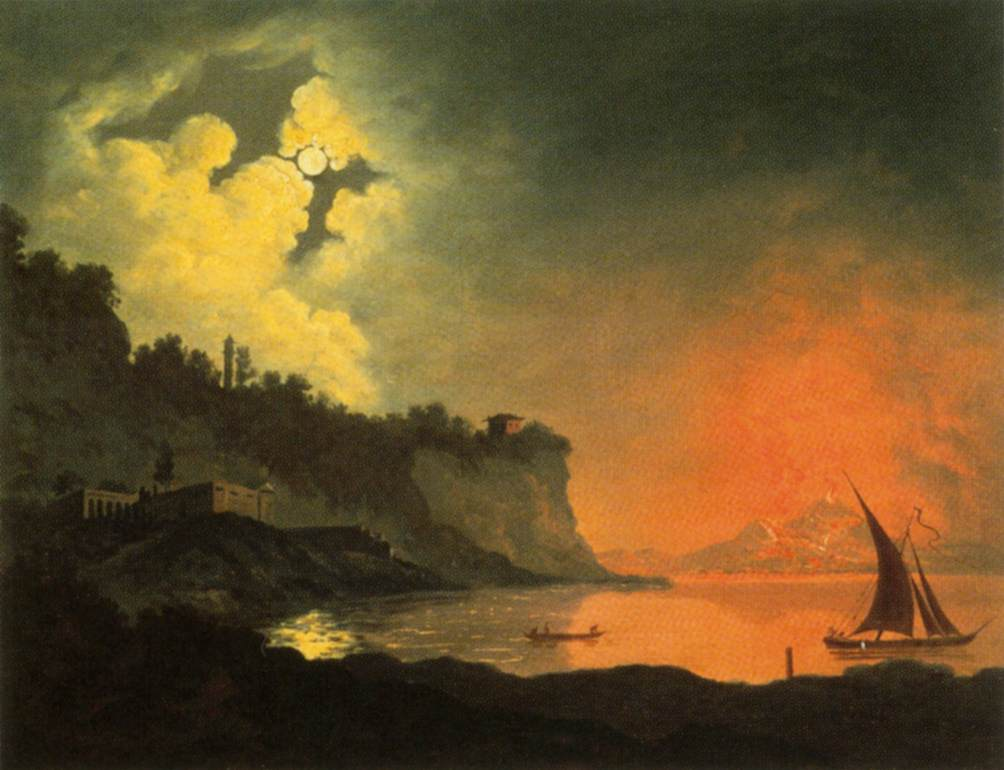
Вид Везувия из Посиллипо. Холст, масло. Частное собрание
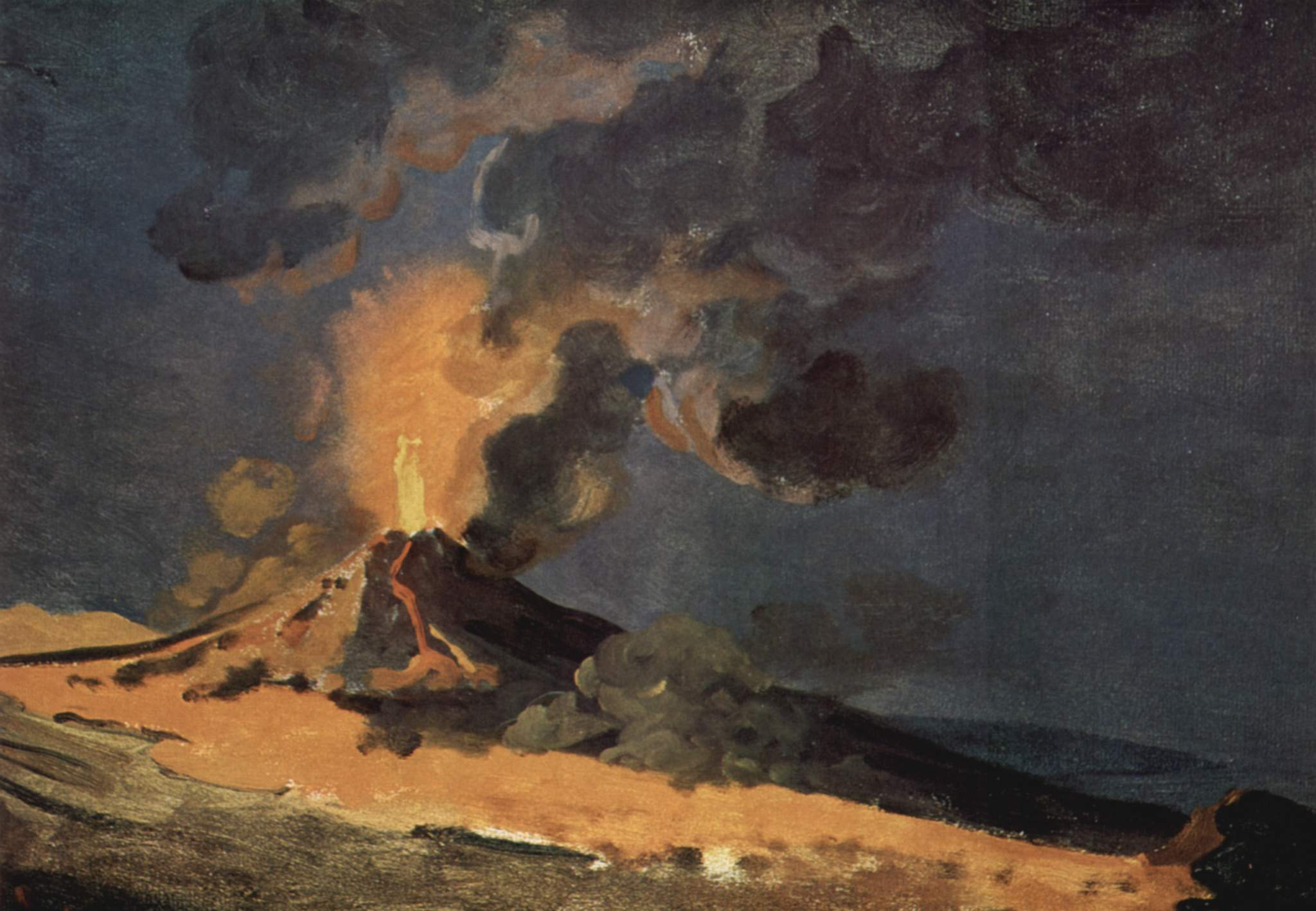
Извержение Везувия. 1774. Картон, гуашь. Музей и художественная галерея Дерби